# Mineral Springs, North Carolina
Mineral Springs är en kommun (town) i Union County, North Carolina, USA.